# Елеонора Вилд
Елеонора Вилд Ђоковић (рођена 9. јуна 1969. године у Бачкој Тополи) је некадашња југословенска и српска кошаркашица. Позната је по играма за репрезентацију Југославије али и Црвене звезде.

## Каријера
Кошаркашку каријеру је започела у Спартаку из Суботице. Играла је дуги низ година у Црвеној звезди, а након тога и у немачкој екипи Ашафенбург. Ипак најпознатија је као репрезентативка Југославије у доба када је репрезентација имала великих успеха. Са репрезентацијом освојила је сребрну медаљу на Олимпијади 1988. године. Након тога осваја још два сребра на Светском и Европском првенству.

## Остало
Због освојене медаље на Олимпијским играма од Србије је добила признање и националну пензију. На спомен-чесми у Суботици која је намењена свим освајачима олимпијских медаља из Суботице, налази се и име Елеоноре Вилд.